# Gosibius paucidens
Gosibius paucidens är en mångfotingart som först beskrevs av Charles Thorold Wood 1862.  Gosibius paucidens ingår i släktet Gosibius och familjen stenkrypare. Inga underarter finns listade i Catalogue of Life.